# Hans Theodor Schmidt
Hans Hermann Theodor Schmidt (ur. 25 grudnia 1899 w Höxter, zm. 7 czerwca 1951 w Landsberg am Lech) – niemiecki zbrodniarz nazistowski, adiutant komendanta niemieckiego obozu koncentracyjnego Buchenwald i SS-Hauptsturmführer. 
Członek NSDAP i SS od 1932. W latach 1940–1941 członek personelu niemieckiego obozu koncentracyjnego Hinzert. Od listopada 1941 do kwietnia 1945 należał do załogi Buchenwaldu, gdzie początkowo (do września 1942) był adiutantem dowódcy batalionu wartowniczego. Następnie Schmidt pełnił funkcję adiutanta komendanta obozu i oficera prawnego. Brał udział w niemal wszystkich egzekucjach, które miały miejsce na terenie Buchenwaldu, także tych dokonanych na oficerach SS (między innymi na Karlu Kochu). Ponosi współodpowiedzialność za funkcjonowanie Kommando 99, które miało na sumieniu śmierć ponad 8 tysięcy jeńców radzieckich.
W procesie załogi Buchenwaldu (US vs. Josias Prince Zu Waldeck i inni) przed amerykańskim Trybunałem Wojskowym w Dachau skazany na karę śmierci i stracony przez powieszenie w więzieniu Landsberg 7 czerwca 1951.